# بين ليونز
بين ليونز (بالإنجليزية: Ben Lyons)‏ هو ناقد سينمائي وصحفي أمريكي، ولد في 8 أكتوبر 1981 في نيويورك في الولايات المتحدة.

## وصلات خارجية
- بين ليونز على موقع IMDb (الإنجليزية)
- بين ليونز على موقع ميتاكريتيك (الإنجليزية)
- بين ليونز على موقع روتن توميتوز (الإنجليزية)
- بين ليونز على موقع قاعدة بيانات الفيلم (الإنجليزية)
- بين ليونز على موقع كينوبويسك (الروسية)